# Casa de Mihran
La Casa de Mihrān o Casa de Mehrān (persa medio: 𐭬𐭨𐭥𐭠𐭭; nuevo persa: مهران), fue una destacada familia de la nobleza iraní (šahrdārān), uno de los Siete grandes casas del Imperio persa sasánida que reivindicaba su descendencia de la anterior Dinastía arsácida. Una rama de la familia formó la línea Mihranid de los reyes de Albania caucásica y la Dinastía cosroida de Kartli.

## Historia
Mencionada por primera vez en una inscripción trilingüe de mediados del siglo III d. C. en la Ka'ba-i Zartosht', relativa a las actividades políticas, militares y religiosas de Shapur I, el segundo rey de Irán, la familia siguió siendo los "margraves hereditarios" de Ray durante todo el periodo sasánida. Varios miembros de la familia sirvieron como generales en las guerras romano-persas, donde se les menciona simplemente como Mihran o Μρράνης, mirranēs, en las fuentes de Griego. De hecho,  Procopio, en su Historia de las guerras, sostiene que el apellido Mihran es un título equivalente a general.
Entre los generales notables del clan Mihran se encuentran: Shapur Mihran, que sirvió como marzban de Armenia persa brevemente en 482, Perozes, el comandante en jefe persa durante la Guerra de Anastasio y la Batalla de Dara, Mihransitad, un diplomático de Cosroes I, Golon Mihran, que luchó contra los bizantinos en Armenia en 572-573, y Bahram Chobin, que dirigió un golpe de Estado contra Cosroes II y usurpó brevemente la corona de 590 a 591, y Sharvaraz, comandante de la última guerra romano-persa y usurpador.
En el transcurso del siglo IV, las supuestas ramas de esta familia adquirieron las coronas de tres estados del Cáucaso: Iberia (Dinastía cosroida), Gogarene y Albania del Cáucaso/Gardman (Dinastía mihránida).
La mucho más tardía Dinastía Samaní que gobernó la mayor parte de Irán en los siglos IX y X reivindicó su descendencia de Bahrām Chōbin y por lo tanto la Casa de Mihran, aunque la veracidad de esta afirmación no está clara.